# メイヂヒカリ
メイヂヒカリ（1952年3月24日 - 1980年）は、日本の競走馬、種牡馬。
1955年の菊花賞、1956年の天皇賞（春）、中山グランプリ（のちの有馬記念）などで優勝した。1954年度啓衆社賞最良3歳牡馬、1955年度同最良4歳牡馬、1956年度同年度代表馬および最良5歳以上牡馬。主戦騎手は蛯名武五郎。1990年、顕彰馬に選出された。黄金の脚と評された。名馬の鑑と呼ばれた。
半弟に鳴尾記念勝利馬グレイトスタン（父ヒンドスタン）がいる。

## 経歴

### 出生・デビュー前
1952年、北海道三石町の大塚牧場に生まれる。父は1939年の東京優駿（日本ダービー）優勝馬で、当年に内国産種牡馬として初のリーディングサイアーを獲得するクモハタ、母シラハタは競走馬時代、福島記念を含む8勝を挙げた実力馬であった。幼名はイワハタ。2歳時に新田建設社長・新田新作が購買、メイヂヒカリと改名されて東京競馬場の藤本冨良厩舎に入った。馬名は新田が経営していた劇場「明治座」に由来する。
良血馬ながら、入厩当初その馬体はずんぐりとして垢抜けないものであったが、調教を積まれる内に均整の取れた好馬体に変わっていった。これに連れてデビュー前から注目を集め始め、鈴木勝太郎厩舎のイチモンジ、田中和一郎厩舎のケゴンと共に、注目馬の三指に挙げられた。

### 戦績

#### 3歳時（1954年）
1954年10月23日、中山競馬場の新馬戦でデビュー。関東所属騎手の第一人者であった蛯名武五郎を鞍上に、5馬身差で初戦勝利を挙げた。続く優勝戦とオープン戦ではイチモンジ、ケゴンとの対戦が注目を集めたが、いずれも両馬を退けて3連勝を遂げ、迎えた関東の3歳王者戦・朝日杯3歳ステークスでは1番人気に支持された。レースではスタートで立ち後れて中団からのレース運びとなったが、最終コーナーで先行集団に並ぶと、最後はケゴンをアタマ差捉えて優勝した。当年より、啓衆社が中央競馬を対象とした年度表彰「啓衆社賞」を発足させ、メイヂヒカリは初代の最良3歳牡馬に選出された。

#### 4歳時（1955年）
翌1月のオープン戦で4歳の初勝利を挙げると、3月に地元東京競馬場で初出走。イチモンジとの競り合いをハナ差制し、6連勝となった。これで名実共にクラシック初戦・皐月賞への最有力候補と目され、その前哨戦のスプリングステークスでは、単勝支持率50%に近い1番人気に推された。しかし第3コーナーから失速、6頭立ての5着と大敗を喫する。敗戦の原因は判明せず、そのまま皐月賞への参戦が予定された。しかし皐月賞3日前の最終調教後、右後脚飛節の故障が判明、そのまま休養に入った。この時、手が空く形となった蛯名には他馬の陣営から騎乗依頼が殺到したが、蛯名は「メイヂヒカリに乗れないなら他の馬に乗る気はない」と全て断った。休養中に行われた皐月賞はケゴン、東京優駿は3歳時に2度破ったオートキツが優勝している。
怪我は競走馬としての再起が疑われた重篤なものであった。休養中は静岡県伊豆の大仁温泉に赴き、藤本の知人の旅館主人の協力でメイヂヒカリが入れる温泉と馬房を設え、約3カ月間そこで療養した。後年、福島県いわき市の競走馬総合研究所に「馬の温泉」が開設されたが、藤本はこの時の温泉療養が先駆ではなかったかと語っている。
9月にオープン戦で復帰、1番人気は前年の桜花賞優勝馬カンセイに譲った。しかし直線半ばで抜け出すと、2着に2馬身差を付け、東京1600メートルのコースレコードで勝利を収めた。次走の毎日王冠では不良馬場で逃げ馬を捉えきれず2着となったが、続くオールカマーでは皐月賞馬ケゴン、二冠牝馬ヤマイチらを寄せ付けず勝利。京都入りしてのオープン戦は3馬身2分1の差で快勝し、クラシック最後の一冠・菊花賞を迎えた。

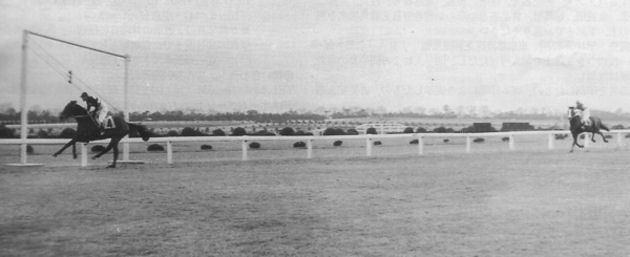
菊花賞直線決勝線前

1番人気はダービー以降6連勝を続けるオートキツ、メイヂヒカリは2番人気となり、その対決は同年アメリカでライバル関係が注目されていた「ナシュア対スワップス」とも比較された。レースでは道中で先頭に立ったメイヂヒカリが最終コーナーから後続馬を突き放し、オートキツに10馬身差を付けて圧勝。優勝タイム3分9秒1はタイレコードであった。競走後に行われた表彰式では、新田と共にオートキツ馬主の川口鷲太郎も馬場に下り、互いに握手を交わした。
続くオープン戦も快勝したが、年末に出走した中山特別では腰を痛めて最下位に敗退。しかし当年の年度表彰では、オートキツの年度代表馬受賞に対し、最良4歳牡馬賞を受賞した。同齢の2頭が年度代表馬と最優秀4歳牡馬を別々に受賞したのは、当年も含め史上2例のみである。

#### 5歳時（1956年）
5歳シーズンは、春の天皇賞を目標として早めに京都入りし、3月末のオープン戦を3馬身差で快勝。次走に迎えた天皇賞は、残り600メートルで先頭に立つと、そのままウゲツに5馬身差を付けて優勝した。最後は蛯名が後ろを振り返るなど余裕を残しての勝利ながら、優勝タイム3分22秒3は菊花賞に続くタイレコードであった。
続くハンデキャップ戦では64kgの斤量を背負い、3着に敗退する。この1ヶ月後、馬主の新田新作が死去。葬儀にはメイヂヒカリも参列した。この後は新作の妻・松江に所有が引き継がれ、秋まで休養に入る。10月に復帰すると、緒戦のオープン戦を4馬身差で勝利。続くオールカマーをクビ差の2着として、次走のオープン戦で勝利を収める。
そして年末、当年創設されたファン投票によるオールスター競走・中山グランプリに臨んだ。ファン投票では、当年の菊花賞優勝馬キタノオーに12票差での2位選出。出走12頭中8頭が八大競走優勝馬というメンバーの中、競走当日は1番人気に支持された。2万7801人の観衆が見守る中、レースは先行集団に入り、直線入り口で抜け出し、キタノオーに3馬身2分1の差を付けて優勝した。優勝タイム2分43秒1は日本レコードとなった。
競走後、藤本は「今のメイヂヒカリなら外国に出ても満足の行く勝負ができる」と海外遠征を示唆したが、新田松江の強い希望により、これを最後に競走生活から退いた。翌年1月には満場一致で当年の年度代表馬に選出、東京競馬記者クラブ賞も受賞した（メイヂヒカリ以後、最優秀2歳・3歳・4歳以上牡馬を全て受賞した競走馬は2019〜21年のコントレイルまで65年間現れなかった）。さらに同クラブの企画により、中山競馬場において日本競馬史上初の引退式が執り行われた。

### 種牡馬時代-顕彰馬選出
引退後は故郷の大塚牧場で種牡馬として繋養された。内国産種牡馬冷遇時代にあって1963年に種牡馬ランキング10位、1964年には11位と一定の成績を挙げたが、全体的には低迷した。しかし産駒のオーシヤチが種牡馬としてアイアンハート（1974年のカブトヤマ記念の勝ち馬）を出し、父クモハタから続く4代にわたる内国産の父系を繋いだ。また天皇賞（秋）、有馬記念に優勝した牝馬トウメイの母の父としても名を残している。
1976年限りで種牡馬を引退。その後1980年にこの世を去った事は判明しているものの、今ほど引退後の名馬の待遇が良くなかった事もあってか、死亡場所と死因は未だに分かっていない。
死後の1984年、中央競馬で顕彰馬制度が発足。第1回選考では選出されなかったが、1990年に過去の名馬を再検証しての第2回選考が行われ、改めて顕彰馬に選出された。これにより、第1回で選出されていた父クモハタと併せ、史上2組目の親子選出となった。大川慶次郎は選考においてメイヂヒカリ推奨のスピーチを行ったが、大川曰くそのスピーチは話が進むごとに熱を帯び、その後に当時の出席者の一人から「まるでアメリカの弁護士が陪審員にむかってふるう熱弁のようにすごい説得力があった」と言われて赤くなったと振り返っている。

## 競走成績
以下の内容は、『優駿』2011年7月号、123頁に基づく。
| 競走日 | 競走日 | 競走日 | 競馬場 | 競走名             | 距離（馬場）  | 頭数 | 人気 | 着順 | タイム     | 着差    | 騎手       | 斤量 [kg] | 1着馬/（2着馬）      |
| ------ | ------ | ------ | ------ | ------------------ | ------------- | ---- | ---- | ---- | ---------- | ------- | ---------- | --------- | -------------------- |
| 1954.  | 10.    | 23     | 中山   | 3歳新馬            | 芝1000m（良） | 4    | 1    | 1着  | 1:01 1/5   | 5身     | 蛯名武五郎 | 51.5      | （ローズアニタ）     |
|        | 11.    | 7      | 中山   | 3歳優勝            | 芝1100m（良） | 7    | 2    | 1着  | 1:05 4/5   | アタマ  | 蛯名武五郎 | 51        | （イチモンジ）       |
|        | 12.    | 4      | 中山   | 3歳オープン        | 芝1100m（稍） | 14   | 3    | 1着  | 1:07 2/5   | 3身     | 蛯名武五郎 | 53        | （ケゴン）           |
|        | 12.    | 12     | 中山   | 朝日盃3歳S         | 芝1100m（稍） | 17   | 1    | 1着  | 1:07 3/5   | アタマ  | 蛯名武五郎 | 52        | （ケゴン）           |
| 1955.  | 1.     | 8      | 中山   | 4歳オープン        | 芝1100m（良） | 5    | 1    | 1着  | 1:06 2/5   | 1 1/2身 | 蛯名武五郎 | 55        | （タカクイン）       |
|        | 3.     | 12     | 東京   | 4歳オープン        | 芝1800m（良） | 5    | 1    | 1着  | 1:52 3/5   | ハナ    | 蛯名武五郎 | 57        | （イチモンジ）       |
|        | 3.     | 27     | 東京   | スプリングS        | 芝1600m（稍） | 6    | 1    | 5着  |            |         | 蛯名武五郎 | 54        | ナンシーシヤイン     |
|        | 9.     | 17     | 東京   | オープン           | 芝1600m（良） | 11   | 2    | 1着  | R 1:37 2/5 | 2身     | 蛯名武五郎 | 58        | （ヨシフサ）         |
|        | 10.    | 2      | 中山   | 毎日王冠           | 芝2600m（不） | 7    | 1    | 2着  |            | 1 1/4身 | 蛯名武五郎 | 54        | サスケハナ           |
|        | 10.    | 16     | 中山   | オールカマー       | 芝2000m（良） | 11   | 1    | 1着  | 2:04 0/5   | 3/4身   | 蛯名武五郎 | 58        | （カネエイカン）     |
|        | 11.    | 13     | 京都   | オープン           | 芝1800m（良） | 5    | 1    | 1着  | 1:52 0/5   | 3 1/2身 | 蛯名武五郎 | 58        | （ケンシユン）       |
|        | 11.    | 23     | 京都   | 菊花賞             | 芝3000m（稍） | 7    | 2    | 1着  | 3:09 1/5   | 10身    | 蛯名武五郎 | 57        | （オートキツ）       |
|        | 12.    | 3      | 阪神   | オープン           | 芝1800m（良） | 9    | 1    | 1着  | 1:57 0/5   | 1 1/2身 | 藤本勝彦   | 64        | （ムツリユウ）       |
|        | 12.    | 25     | 中山   | 中山特別           | 芝2400m（良） | 6    | 1    | 6着  |            |         | 蛯名武五郎 | 61        | ヒデホマレ           |
| 1956.  | 3.     | 31     | 京都   | オープン           | 芝2000m（稍） | 5    | 1    | 1着  | 2:09 1/5   | 3身     | 蛯名武五郎 | 60        | （オールマイテイ）   |
|        | 4.     | 15     | 京都   | 天皇賞（春）       | 芝3200m（良） | 13   | 1    | 1着  | 3:22 3/5   | 5身     | 蛯名武五郎 | 58        | （ウゲツ）           |
|        | 5.     | 20     | 東京   | 特殊ハンデキヤツプ | 芝1800m（良） | 5    | 1    | 3着  |            |         | 蛯名武五郎 | 64        | ブレツシング         |
|        | 10.    | 6      | 東京   | オープン           | 芝1600m（重） | 7    | 1    | 1着  | 1:40 2/5   | 4身     | 蛯名武五郎 | 54        | （トヨタニ）         |
|        | 11.    | 11     | 中山   | オールカマー       | 芝2000m（重） | 11   | 1    | 2着  |            | クビ    | 蛯名武五郎 | 62        | トヨタニ             |
|        | 12.    | 8      | 東京   | オープン           | 芝1800m（良） | 5    | 1    | 1着  | 1:53 1/5   | 1 3/4身 | 蛯名武五郎 | 57        | （フアイナルスコア） |
|        | 12.    | 23     | 中山   | 中山グランプリ     | 芝2600m（良） | 12   | 1    | 1着  | R 2:43 1/5 | 3 1/2身 | 蛯名武五郎 | 55        | （キタノオー）       |

## 特徴・評価
競走馬としての特徴を端的に表したものには、「鉈の切れ味」と評されたシンザンと比較して蛯名武五郎が述べた「日本刀」という表現がよく知られる。メイヂヒカリの優れた瞬発力を日本刀の斬れ味になぞらえたものである。一方で「その反面に脆いところもあった」とも述べているが、「逃げても追い込んでも自由自在であったし、私にとっては生涯最良の馬と言って良いだろう」と、総体的に高い評価を送っている。また、調教で騎乗した浅見国一は「ゴムマリのようなって言うのかな、素晴らしい乗り心地でした。後にも先にも、あんなに乗り心地の良い柔らかい馬には出会っていません」と語り、トキノミノルと並べて日本競馬史上の最強馬候補に挙げている。
また、蛯名が「一口で言えば垢抜けた馬」と評した通り、体高（キ甲＝首と背の境から足元まで）157cm、馬体重440kg程度と小柄ながら、バランスの良い好馬体でも知られた。競馬記者の石崎欣一、清水昇は、それぞれ「日本の風土が生んだ最もビューティフルな名馬」、「バランスの取れた馬格は言うまでもなく、戦後の代表的な存在と言って良いのではないだろうか」と評価している。

## 主な産駒
※括弧内は当該馬の優勝重賞競走。#印は地方競馬主催の競走。
- ハーバーヒカリ（1959年産 目黒記念・春）
- オーシャチ（1960年産 東京大賞典#、東京オリンピック記念#、大井記念#）
- ミオソチス（1960年産 オールカマー、東京盃）
- キクノヒカリ （1960年産 ダイヤモンドステークス）
- ブラックメイジ（1961年産 大井記念#）

## 血統表
| メイヂヒカリの血統（ゲインズバラ系 / 5代内アウトブリード） | メイヂヒカリの血統（ゲインズバラ系 / 5代内アウトブリード） | メイヂヒカリの血統（ゲインズバラ系 / 5代内アウトブリード） | （血統表の出典）                   | （血統表の出典） |
| 父 クモハタ 1936 栗毛                                      | 父の父*トウルヌソル Tournesol 1922 鹿毛                    | Gainsborough                                               | Bayardo                            | Bayardo          |
| 父 クモハタ 1936 栗毛                                      | 父の父*トウルヌソル Tournesol 1922 鹿毛                    | Gainsborough                                               | Rosedrop                           |                  |
| 父 クモハタ 1936 栗毛                                      | 父の父*トウルヌソル Tournesol 1922 鹿毛                    | Soliste                                                    | Prince William                     | Prince William   |
| 父 クモハタ 1936 栗毛                                      | 父の父*トウルヌソル Tournesol 1922 鹿毛                    | Soliste                                                    | Sees                               |                  |
| 父 クモハタ 1936 栗毛                                      | 父の母*星旗 Fairy Maiden 1924 栗毛                         | Gnome                                                      | Whisk Broom                        | Whisk Broom      |
| 父 クモハタ 1936 栗毛                                      | 父の母*星旗 Fairy Maiden 1924 栗毛                         | Gnome                                                      | Faiery Sprite                      |                  |
| 父 クモハタ 1936 栗毛                                      | 父の母*星旗 Fairy Maiden 1924 栗毛                         | Tuscan Maiden                                              | Maiden Erlegh                      | Maiden Erlegh    |
| 父 クモハタ 1936 栗毛                                      | 父の母*星旗 Fairy Maiden 1924 栗毛                         | Tuscan Maiden                                              | Tuscan Red                         |                  |
| 母 シラハタ 1945 黒鹿毛                                    | 母の父*プリメロ Primero 1931 鹿毛                          | Blandford                                                  | Swynford                           | Swynford         |
| 母 シラハタ 1945 黒鹿毛                                    | 母の父*プリメロ Primero 1931 鹿毛                          | Blandford                                                  | Blanche                            |                  |
| 母 シラハタ 1945 黒鹿毛                                    | 母の父*プリメロ Primero 1931 鹿毛                          | Athasi                                                     | Farasi                             | Farasi           |
| 母 シラハタ 1945 黒鹿毛                                    | 母の父*プリメロ Primero 1931 鹿毛                          | Athasi                                                     | Athgreany                          |                  |
| 母 シラハタ 1945 黒鹿毛                                    | 母の母第四バツカナムビユーチー 1940 黒鹿毛                 | *ダイオライト Diolite                                      | Diophon                            | Diophon          |
| 母 シラハタ 1945 黒鹿毛                                    | 母の母第四バツカナムビユーチー 1940 黒鹿毛                 | *ダイオライト Diolite                                      | Needle Rock                        |                  |
| 母 シラハタ 1945 黒鹿毛                                    | 母の母第四バツカナムビユーチー 1940 黒鹿毛                 | バツカナムビユーチー                                       | *シアンモア                        | *シアンモア      |
| 母 シラハタ 1945 黒鹿毛                                    | 母の母第四バツカナムビユーチー 1940 黒鹿毛                 | バツカナムビユーチー                                       | 第三ビユーチフルドリーマー F-No.12 |                  |

父についての詳細は同馬の項を参照。母系は小岩井農場が輸入したビューチフルドリーマーから、第参ビューチフルドリーマーへの分枝系。近親にはシンザン、ハクリヨウなど日本競馬史に残る数々の名馬がいる。